# Cissus glyptocarpa
Cissus glyptocarpa är en vinväxtart som beskrevs av Thw.. Cissus glyptocarpa ingår i släktet Cissus och familjen vinväxter. Inga underarter finns listade i Catalogue of Life.